# キサス・キサス・キサス
「キサス・キサス・キサス」（西: Quizás, quizás, quizás）は、キューバのオスバルド・ファレス作曲の1947年発表の曲である。

## 解説
題名の「キサス」は「多分(おそらく)」という意味。歌詞は「男性が恋人の女性にいろいろと問いかけるが、女性はいつも『多分』としか答えてくれない」といった内容。
作曲者自身によりスペイン語の歌詞が付けられ、スペイン語圏でヒットしたが、ジョー・デイビスにより英語の歌詞がつけられた。英語では "Perhaps, Perhaps, Perhaps" となっている。1958年にナット・キング・コールが歌い、再度ヒットする。
日本では「キサス・キサス」とも言われ、アイ・ジョージの持ち歌として知られているが、色々な歌手に歌われている。『第10回NHK紅白歌合戦』（1959年）で水谷良重がこの歌を歌った。
ザ・ピーナッツ版の場合、CDによっては原曲題名通り「キサス・キサス・キサス」としているものもある。
2000年の香港映画「花様年華」、2004年のスペインのドラマ映画「バッド・エデュケーション」の劇中で用いられている。